# 山姆·維斯提
山姆·維斯提（英語：Sam Vesty；1981年11月26日—）是一位英格蘭橄欖球運動員。他是英格蘭國家橄欖球隊的一員。